# Thimarafushi
Thimarafushi är en ö i Kolhumaduluatollen i Maldiverna.  Den ligger i administrativa atollen Thaa atoll, i den centrala delen av landet, 225 km söder om huvudstaden Malé. I september 2013 öppnades flygplats Thimarafushi Airport på återvunnet land. 